# 科日拉尼
科日拉尼（捷克語：Kožlany）是捷克比尔森州的一个镇，人口约1300人（2006年）。
捷克斯洛伐克第二任总统爱德华·贝奈斯出生于科日拉尼。
49°59′38″N 13°32′28″E / 49.994°N 13.541°E